# Euserica villarreali
Euserica villarreali är en skalbaggsart som beskrevs av Baraud 1975. Euserica villarreali ingår i släktet Euserica och familjen Melolonthidae. Inga underarter finns listade i Catalogue of Life.